# Marcin Roszkowski
Marcin Roszkowski (ur. 16 sierpnia 1978 w Warszawie) – polski urzędnik, ekonomista i rzecznik prasowy, prezes Instytutu Jagiellońskiego, wydawca biznesalert.pl.

## Życiorys
Absolwent Szkoły Głównej Handlowej w Warszawie. W latach 1999–2003 był członkiem Niezależnego Zrzeszenia Studentów. W latach 2001–2002 pełnił funkcję przewodniczącego i wiceprzewodniczącego samorządu studenckiego SGH, a od 2001 do 2003 należał do senatu uczelni. Jest absolwentem stypendium fundacji Phoenix, University of Notre Dame w USA. W latach 2004–2013 asystent w Instytucie Studiów Politycznych Polskiej Akademii Nauk, a także wykładowca w Collegium Civitas.
W wyborach samorządowych w 2002 bez powodzenia ubiegał się o mandat radnego warszawskiej dzielnicy Mokotów z listy Prawa i Sprawiedliwości. Od 2003 pracował w zespole przygotowującym i realizującym koncepcję budowy Muzeum Powstania Warszawskiego. Po otwarciu Muzeum był pierwszym rzecznikiem Muzeum Powstania Warszawskiego, pełnił też funkcję kierownika działu Informacji i Promocji. W latach 2005–2006 sprawował funkcję rzecznika Prezydenta Miasta Stołecznego Warszawy Lecha Kaczyńskiego.
Od 2006 do 2008 był wicedyrektorem Biura Spraw Zagranicznych w Kancelarii Prezydenta Rzeczypospolitej Polskiej. W 2007 został doradcą Ministra Sportu i Turystyki odpowiedzialnym za koordynacje działań marketingu i komunikacji społecznej na rzecz UEFA-Euro 2012, od 2009 do 2010 pozostawał dyrektorem Departamentu Komunikacji i Promocji w Narodowym Banku Polskim.
Został prezesem Instytutu Jagiellońskiego, organizacji non-profit zajmującej się promowaniem myśli wolnorynkowej oraz specjalistycznymi analizami dla biznesu. Objął funkcję prezesa spółki deweloperskiej, która zajmuje się inwestycjami w branży energetycznej. Współzałożyciel BiznesAlert.pl – serwisu internetowego poświęconego rynkowi opinii o energetyce i infrastrukturze. BiznesAlert.pl w 2014 roku został uhonorowany nagrodą Dragon’s Claw, przyznawaną przez miesięcznik Polish Market.

## Życie prywatne
Jest synem Wojciecha Roszkowskiego, ekonomisty i historyka, prof. nauk humanistycznych. Żonaty z Beatą, ma trzech synów – Wiktora, Leona i Ludwika. 

## Odznaczenia
W 2005 otrzymał z rąk ministra Kultury Waldemara Dąbrowskiego brązowy Medal „Zasłużony Kulturze Gloria Artis”. W 2008 został odznaczony Wielkim Krzyżem portugalskiego Orderu Zasługi.